# Burg Angern
Burg Angern (estnisch Angerja Vasalllinnus) war eine Vasallenburg der Komturei Reval. Die Ruinen der Burg befinden sich in der Gemeinde Dorf Kohila (deutsch: Koil) im Kreis Rapla (deutsch: Rappel) in Estland.

## Geschichte
Vermutlich wurde Burg Angern um 1400 erbaut. Eine in der Nähe befindliche Mühle wurde im Jahre 1424 urkundlich erwähnt. Zu Anfang des 15. Jahrhunderts besaß Bernd Kudesel den Hof Angern. Von 1451 bis 1455 gehörte Burg Angern dem Livländischen Orden, der sie 1455 an Brun Wetberg weiterverkaufte. Es wird vermutet, dass die Burg im Livländischen Krieg zerstört wurde.

## Baubestand
Die kleine Turmburg, ein stark befestigtes Wohnhaus, war an einer höheren Stelle des Bachufers aus Kalksteinmauern errichtet. In späterer Zeit ist dem Hauptgebäude im Osten ein vorhofartiger Bau angefügt worden.

## Galerie

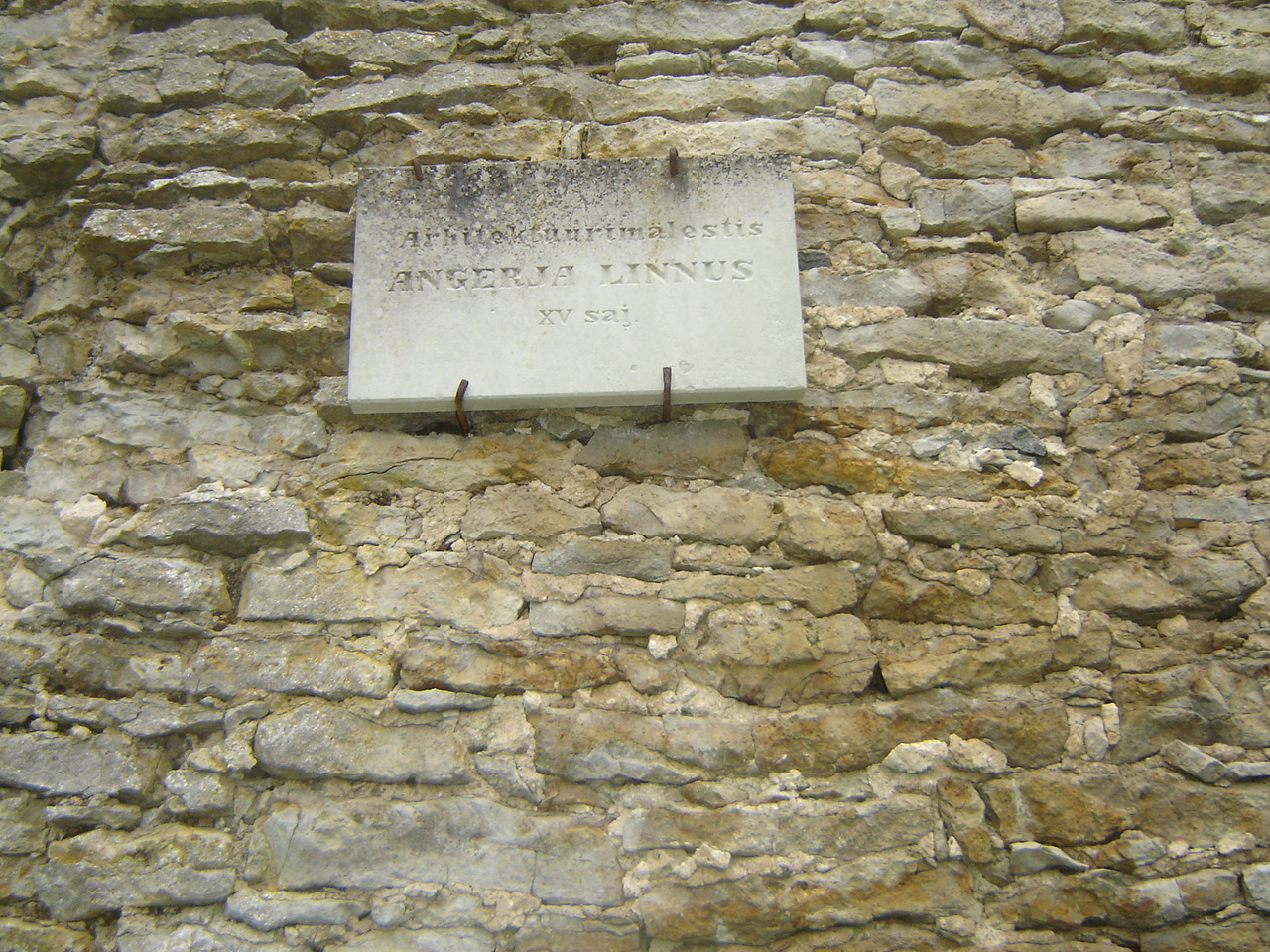
Denkmaltafel, Juli 2006
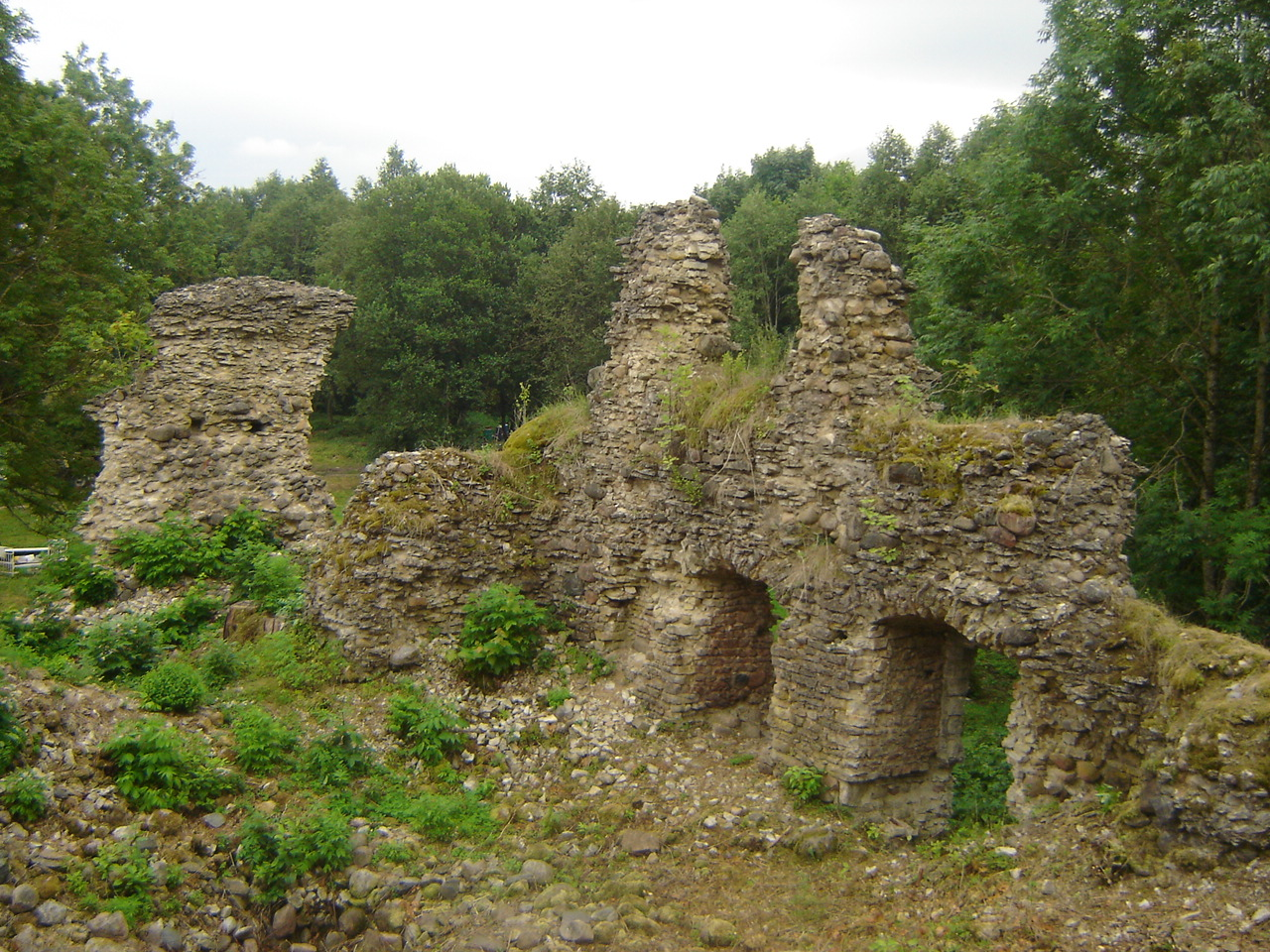
Zwischen den Mauern der Burg, Juli 2006
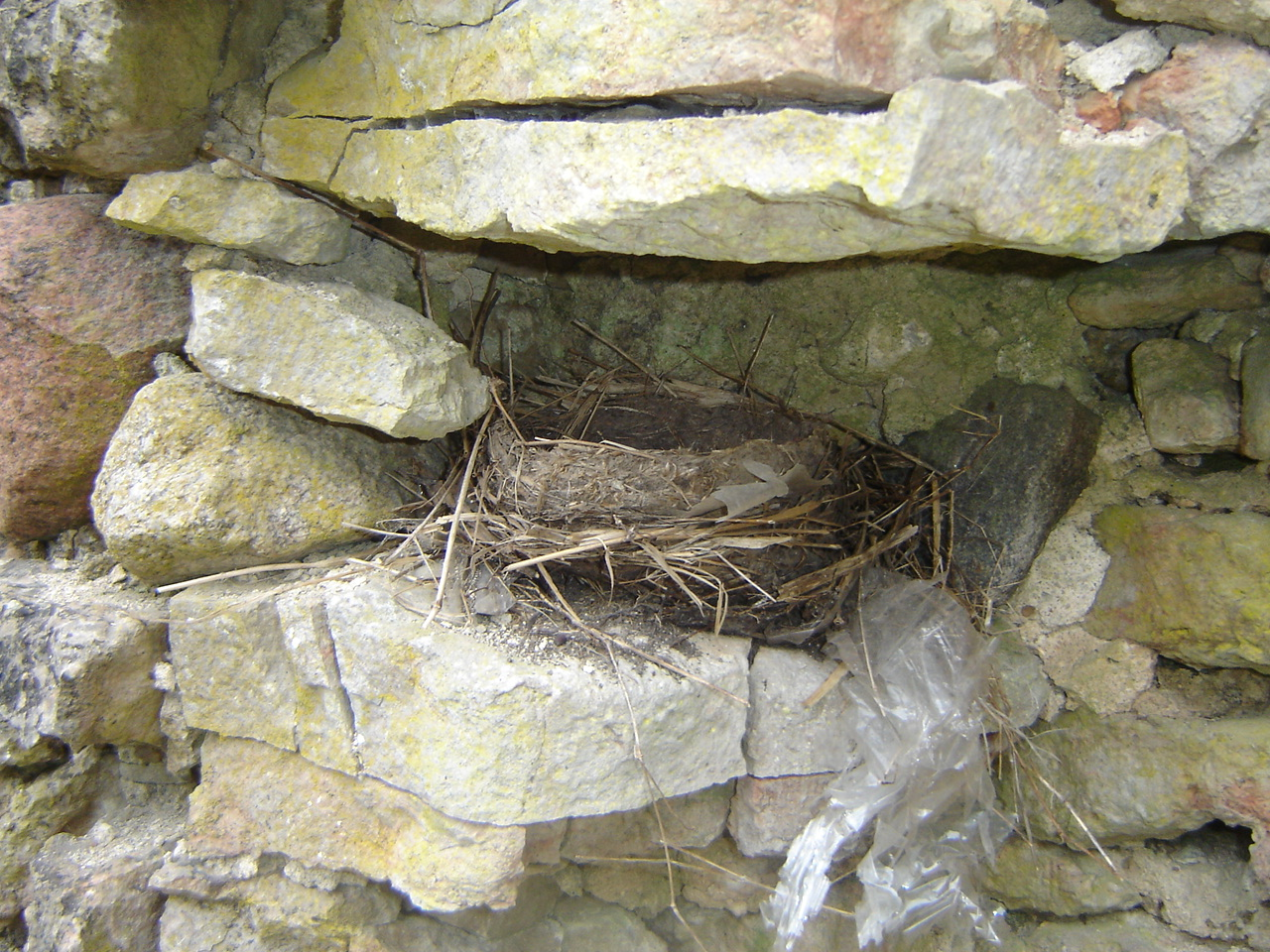
Vogelnest an der Mauer, Juli 2006
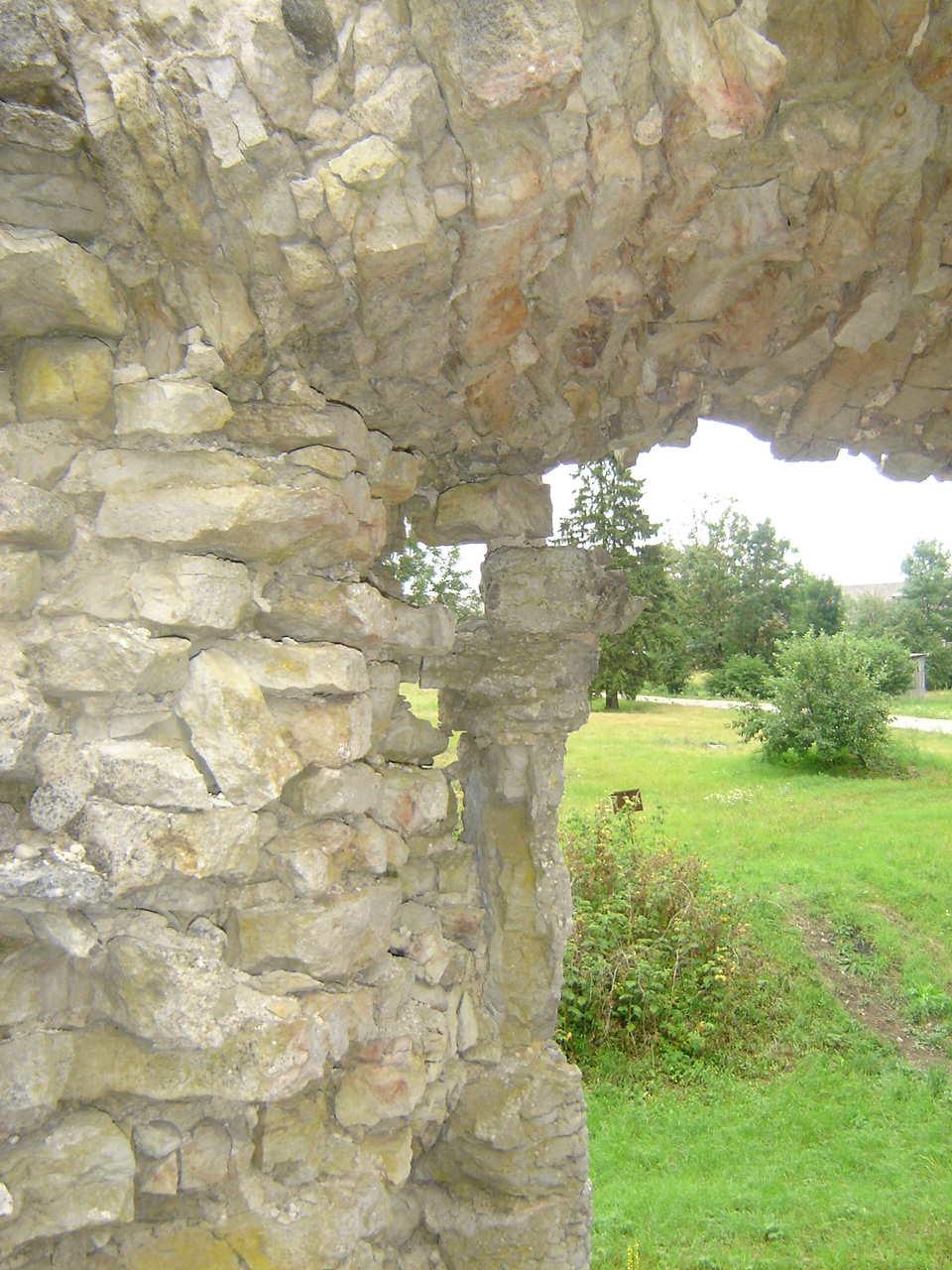
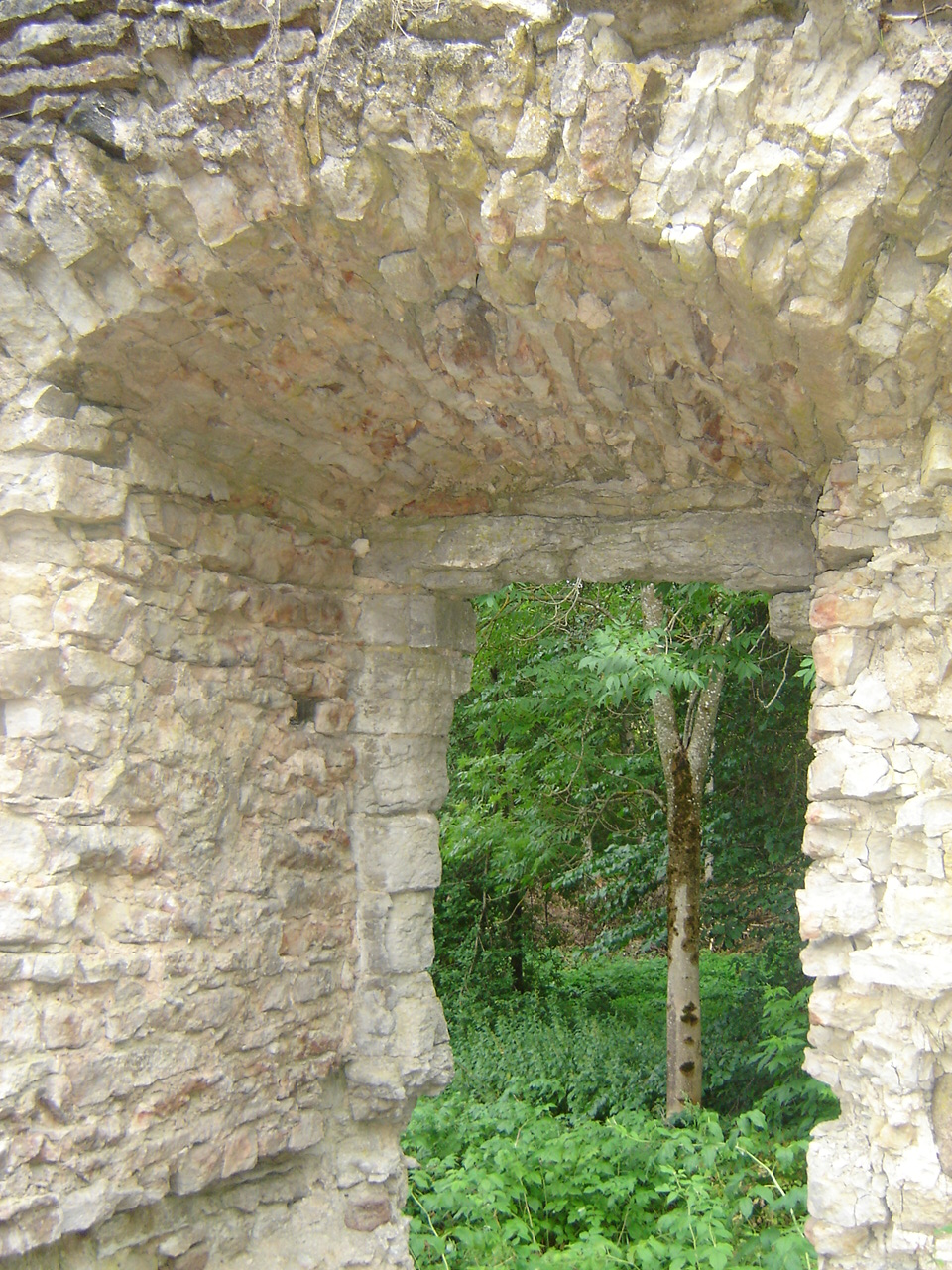
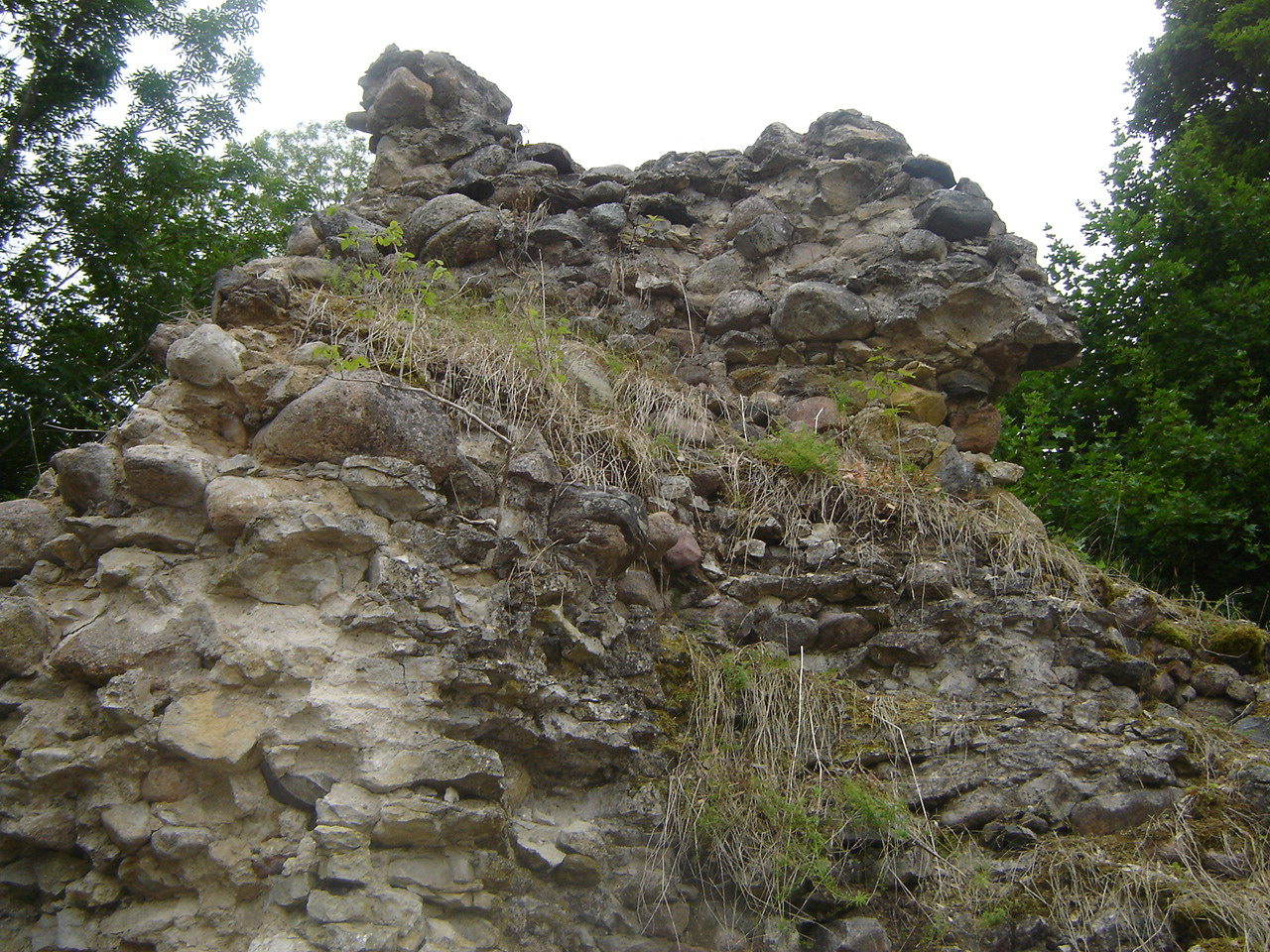

## Nachweise
1. ↑  
Armin Tuulse: Die Burgen in Estland und Lettland (= Verhandlungen der Estnischen gelehrten Gesellschaft. Band 33). Õpetatud Eesti Seltsi Toimetused, S. 209.
2. ↑  
burgenwelt.org, Burg Angern. Abgerufen am 8. Juni 2019.